# 퐁살리주

퐁살리주

퐁살리주(라오어: ຜົ້ງສາລີ 퐁살리)는 라오스 북부에 위치한 주로, 주도는 퐁살리이며 면적은 16,270km2, 인구는 199,900명(2004년 기준), 인구밀도는 12.3/km2이다. 퐁살리주는 중화인민공화국 윈난성과 베트남 디엔비엔 성 사이에 위치하고 있으며 경제적, 문화적, 역사적으로 중국의 영향을 많이 받았다. 북쪽과 서쪽으로는 중화인민공화국, 동쪽으로는 베트남과 국경을 접하며 남쪽으로는 루앙프라방주, 남서쪽으로는 우돔사이주와 접한다.

## 경제
라오스와 중국 양국 간의 무역 중심지로, 라오스는 이 곳에서 목재를 수출하고 여러 공업 제품을 수입한다. 해외 투자가 많으며 중국의 제조 기업 대다수가 이 곳에 위치한다.